# Skurt
Skurt är en grodliknande tygdocka skapad av Ingamay Hörnberg och var en sorts programledare och reporter i TV-programmet Barntrean. Ett av hans kännetecken är en basebollkeps i svenska, danska och norska flaggfärgerna. Färgerna på kepsen kommer från den första logotypen för TV3 ifrån när kanalen samsändes mellan de nordiska länderna Sverige, Norge och Danmark mellan 1988 och början på 90-talet.
Rösten till Skurt gjordes av Ingamay Hörnberg som också deltog i programmet i sin vanliga skepnad och brukade ha diskussioner med Skurt. Skurt skulle vara en figur som barn kunde identifiera sig med medan Ingamay Hörnberg hade en sorts mammaroll i programmet. Skurt figurerade i TV 3 från september 1989 och nästan 20 år framåt. Totalt blev det över 3000 program.
I TV-programmet gjordes många reportage som handlade om samhället och vardagen. Man förklarade olika saker på ett sätt som blev lätt att förstå för ett barn. Reportage gjordes till exempel om bussar, järnväg, politik, och EU. I ett avsnitt åkte Hörnberg och Skurt till Bryssel för att besöka Europaparlamentet och i ett annat avsnitt åker de i styrhytten på ett tåg. Det gjordes även inspelningsresor till U-länder. Dessutom handlade det ibland om trafikvett, till exempel att ha reflex då man var ute och gick eller cyklade i trafiken i mörkret eller att inte spela bollspel på trafikerade gator.
I december 1991 hade Skurt och Ingamay Hörnberg en egen julkalender i TV3 som handlade om livet åren kring sekelskiftet 1899-1900. Emellanåt sändes program om olika samhällsfenomen, bland annat om hur mycket vandalisering kostar, hur man beter sig smart i solen och hur man får el. Skurt har medverkat i 12 program med drottning Silvia och två program med kronprinsessan Victoria.
Fortfarande gör Skurt och Hörnberg en del filmer om bland annat el, värderingar och miljö. Dessa visas i svenska skolor. År 2010 släpptes DVD-skivan Skurt – en del av det bästa.
Numera har Skurt en egen kanal på Youtube Skurt-kanalen.